# Brda (Kupres, BiH)
Brda su naseljeno mjesto u općini Kupres, Federacija Bosne i Hercegovine, BiH.

## Stanovništvo

### 1991.
Nacionalni sastav stanovništva 1991. godine, bio je sljedeći:
ukupno: 143
- Muslimani - 84 (58,74%)
- Hrvati - 36 (25,17%)
- Srbi - 23 (16,08%)

### 2013.
Nacionalni sastav stanovništva 2013. godine, bio je sljedeći:
ukupno: 10
- Bošnjaci - 10 (100%)